# Jules Gustave Prat
Jules Marie Gustave Prat (1823-1895) est l'un des premiers traducteurs de Spinoza en français. Philosophe, écrivain, romancier, dramaturge ; républicain socialiste lié aux milieux anarchistes, il est mort à Paris dans l'oubli, jusqu'à sa redécouverte au début du XXIe siècle.

## Biographie

### Jeunesse et formation
Jules Marie Gustave Prat, fils naturel reconnu d'un fonctionnaire aux Contributions Indirectes, est né à Paris le 12 novembre 1823 à Paris. II fait ses études secondaires  au Collège Royal de Reims où il obtient son baccalauréat. Il poursuit des études de droit à Paris. Titulaire d'une licence de droit, il prête serment d'avocat à la Cour d'Appel de Paris en 1849, mais n'exerce pas. Conseiller de préfecture à Digne en 1853, il démissionne à la mort de son père, la même année, pour voyager et soigner des bronchites, notamment à Bagni di Lucca en Italie.

### Carrière
Il est chef de cabinet d'Adolphe Alphand, directeur de la Voie publique et des Promenades de la Ville de Paris de 1861 à 1886.
D'abord séduit par Charles Fourier, il est membre actionnaire de la Colonie de Condé sur Vesgre.
Il découvre Baruch Spinoza dans les années 1850 et entreprend la traduction en français de toute son œuvre. Il est le premier à traduire le Traité Politique en 1860, ainsi que l'Appendice de la 4e partie de l'Éthique, sous le titre : « De la droite manière de vivre ». Sont publiées en 1880 et 1883 les 2 premières parties de l'Éthique. Hachette ne veut pas éditer la suite, car l'affaire ne lui semble pas rentable (lettre d'A. Templier inédite),.
Dans les différentes préfaces, Jules Gustave Prat se montre un adepte particulièrement fidèle et militant de la philosophie de Spinoza, notamment pour ses implications politiques, en insistant sur la nécessité d'une religion dans l'État, manifestant un anticléricalisme virulent. En conséquence, il dénonce l'autre traducteur de l'époque, Émile Saisset, le traitant de littérateur et de publiciste,.
Outre la philosophie, il publie des textes politiques, professant ainsi ses idées républicaines socialistes, discutées avec ses amis anarchistes, en particulier la famille Reclus, Elie, Elisée, Pauline Kergomard et autres. Des textes ou articles de journaux sont parfois signés: Boccavera ou Jacques Ultor.
Il est aussi historien : Les crimes du 2 décembre , romancier : Voyages d'Almanarre, et dramaturge. Diverses comédies ne sont pas publiées.
Tous ces travaux ne rencontrent que peu de succès et Jules Gustave Prat meurt dans l'oubli, après avoir essayé, en justice, de faire valoir son travail de "nègre" pour le beau livre d'Adolphe Alphand : Les Promenades de Paris.
Il a fallu attendre le début du XXIe siècle pour qu'il soit découvert et même redécouvert par la réédition de ses traductions et, surtout, la publication complète de celle de l'Éthique qui dormait au fond des placards avec des manuscrits et une riche correspondance qui parait paradoxale compte tenu de la discrétion apparente et l'effacement de ce grand travailleur.

## Œuvres

### Traductions
- B. Spinoza, Traité politique, traduit en français pour la première fois, annoté et accompagné de trois plans de trois différentes formes de gouvernement, par J.G. Prat, Paris, 1860
- B. Spinoza (trad. J.-G. Prat), De la Droite manière de vivre (2e édition), Paris, Georges Decaux, 1877, 102 p. (lire en ligne)
- B. Spinoza, Œuvres complètes de B. de Spinoza / traduites et annotées par J.-G. Prat,..., Paris, Hachette, 1863-1872, 426 p. (lire en ligne)
- B. Spinoza, Traité théologico-politique, Paris, Hachette, 1872
- B. Spinoza, Traité théologico-politique, traduit du latin et annoté par J.-G. Prat, suivi de Jules Prat, spinoziste par Bernard Pautrat, Paris, Allia, 2015, 411 p. (ISBN 979-10-304-0057-1)
- B. Spinoza, Éthique, 1e et 2e partie, traduite et annotée par J.-G. Prat, Paris, Hachette, 1880-1883 (lire en ligne)
- B. Spinoza, Éthique, traduite et annotée par J.-G. Prat, Paris, Allia, 2020
- B. Spinoza, Lettres, inédites en français (2e édition), traduites et annotées par J.-G. Prat..., Paris, C. Reinwald, 1885, 168 p. (lire en ligne)

### Œuvres philosophiques et politiques
- De la politique rationnelle de la France à l'extérieur, Paris, Chamerot, 1859, 66 p. (lire en ligne)
- De la Destinée de l'homme sur la terre, Paris, Lacroix, 1867
- L'Impuissance du Matérialisme, Paris, Librairie Hurtau, 1868
- Les Exploits du Deux-Décembre, récits d'histoire contemporaine 1re série : Les Deux revenants. La Cité dévote. La Tour du Jaï. L'Hôte du fermier, Paris, E. Lachaud, 1872, 189 p. (lire en ligne)
- Les Exploits du Deux-Décembre, récits d'histoire du XIXe siècle, 2e série : Un Bourgeois rebelle. Le dernier Combattant. Un Suspect sous le second empire. (30 juin 1888), Paris, 1889, 263 p. (lire en ligne)
- L'Instruction sous la Convention, Paris, Leroux, 1873
- Le peintre Louis Français, Paris, L'Art, 1882
- La question des loyers, du pain, du travail et le Conseil Municipal de Paris, sous le pseudonyme de Jacques Ultor, Paris, Baillière et Messager, 1884
- La Constitution de 93 comparée à celle de 1848 et celle des Etats-Unis, Paris, Librairie A. de Sadous, 1887
- Le Formulaire des élections, Paris, Leroux, 1889
- L'Assistance sous la Convention, Paris, Leroux, 1889
- Le Lendemain de la révolution, Paris, E. Dentu, novembre 1887, 76 p. (lire en ligne)
- Les Crimes de la République dévoilés aux travailleurs, Paris, A. Chevallier, 1870-1873
- Le livre des promenades de Paris : mémoire à M. le Président et à MM. les juges du Tribunal civil de la Seine : M. Jules Prat,... contre M. Adolphe Alphand,..., Paris, 1889, 24 p. (lire en ligne)

### Œuvres littéraires

#### Romans
- Voyages et aventures d'Almanarre, Paris, Ernest Leroux, 1876, 378 p. (lire en ligne)
- Tealdo, Paris, Ernest Leroux, 1979, 344 p. (lire en ligne)

#### Drames
- Drames historiques : Roland des Cévennes. L'abbesse de Remiremont. Marozia, Paris, E. Dentu
- L'Abbesse de Remiremont, Paris, E. Dentu, 1885
- Stéphania, Paris, Dentu, 1888